# 虫垂

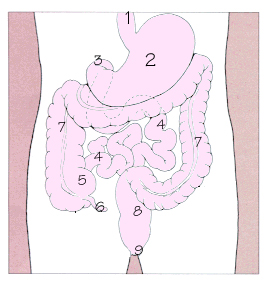
1.食道 2.胃 3.十二指腸 4.小腸 5.盲腸 6.虫垂 7.大腸 8.直腸 9.肛門

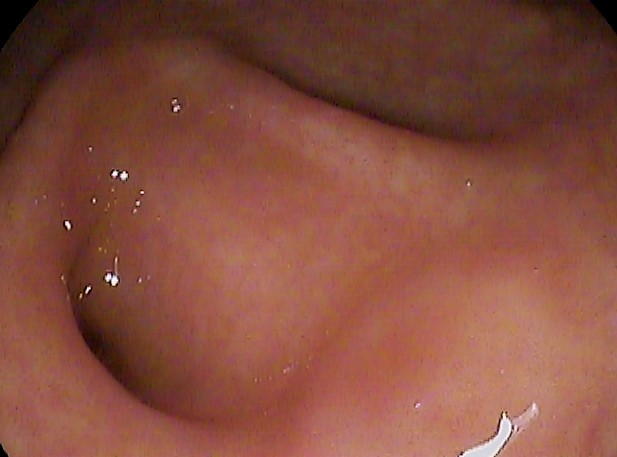
大腸回盲部から見た虫垂開口部 (左下)

虫垂（ちゅうすい、英語: appendix、vermiform process、ラテン語: appendix vermiformis、虫様突起（ちゅうようとっき）とも）は、盲腸の後内側表面から突起状に垂れ下がった細長い器官。

## 機能
大阪大学などによるマウスを実験動物として用いた2014年の研究報告 (Masahata et al. 2014) では、小腸及び大腸にて特異的に作用する免疫グロブリンA（IgA）を虫垂リンパ組織が産生していることが明らかとなり、虫垂を失うと大腸の腸内細菌バランスが崩れ、腸管感染症や炎症性腸疾患を発症することが報告された。こうしたメカニズムが明らかになる以前にも虫垂の有無が腸内細菌バランスに影響することは知られていたため、かつては虫垂に善玉菌の備蓄機能が備わっているという仮説が唱えられていたが、現在では否定されている。
一方、草食動物にとって虫垂は生命維持に欠かせない器官である。虫垂は草の繊維を構成するセルロースを分解するバクテリアの棲息場所となっており、食物の分解に欠かせないからである。

## 虫垂の切除
虫垂の炎症を虫垂炎といい、虫垂炎が進行すると細菌が腹膜内に侵入して深刻な腹膜炎に至ることがある。かつては生理機能がないと考えられ、虫垂炎を予防するために異常所見がなくても外科的手術により切除されることがあった。

### ほかの疾病との関連
パーキンソン病
成人早期に虫垂切除をすると、パーキンソン病の発症リスクが19 - 25%下がるとの米国の研究結果がある一方、48万人のカルテを元にした研究では虫垂切除を行っていない患者群で0.29%だった発症割合が切除した患者群では0.92%とリスクの増加が認められた。
下痢型過敏性腸症候群
理由は未解明とされているが虫垂切除により下痢型過敏性腸症候群が改善したとの報告がある。